# Дрипла
Дрипла или Дрипля е река в Северна България, област Ловеч – общини Угърчин и Ловеч, ляв приток на река Осъм. Дължината ѝ е 20 км.
Река Дрипла извира от югозападната част на Ловчанските височини, на 483 м н.в. (чешма Карпена), на 1,5 км северозападно от село Голец, община Угърчин. Тече в източна посока в широка долина между Ловчанските височини на север и Микренските височини на юг. Влива се отляво в река Осъм, на 237 м н.в., на 800 м северно от кръстовището на шосетата София – Варна и Ловеч – Троян.
Площта на водосборния басейн на Дрипла е 64 км2, което представлява 2,3% от водосборния басейн на река Осъм.
През летно-есенните месеци реката е маловодна. Голяма част от водите ѝ се използват за напояване.
По течението ѝ са разположени две села – Голец (община Угърчин) и Абланица (община Ловеч).
На протежение от 13,4 км по долината на реката преминава част от първокласния път № 4 от Държавната пътна мрежа Ябланица – Велико Търново – Варна.

## Топографска карта
- Лист от карта K-35-26. Мащаб: 1 : 100 000.